# Saison 2 de Wakfu
Chronologie
Saison 1 Épisodes spéciaux
Cet article présente les épisodes de la saison deux de la série télévisée d'animation Wakfu, diffusée du 26 février 2011 au 3 mars 2012 sur France 3.

## Épisode 1:Monstres et Chimères
Ce premier épisode commence par un court résumé de la bataille finale contre Nox le Xelor. Nous retrouvons la Confrérie du Tofu au royaume Sadida. Après le sacrifice de Tristepin, alias le guerrier roux, Évangelyne est abattue. Celle-ci entend le gardien de Shushu lui parler à travers sa statue. Elle décide, malgré l'inquiétude de ses amis, de partir à sa recherche. Elle poursuit donc la chimère de son amour perdu, emprisonné à Rubilaxia.

## Épisode 26:Le Peuple Eliatrope
Rushu ne faisant pas le poids à son tour, va demander à tous ses Shushus de le rejoindre pour pouvoir fusionner avec eux, cela lui accordera une puissance égale à Goultard. Juste au même moment, le portail de la Shukrute fabriqué par Qilby se referme. Tristepin et Evangelyne iront même aider le Dieu Iop qui est dans une fâcheuse posture. Grâce à cela, il attrape Rushu, et s'élance dans la Shukrute juste à temps puisque le portail se referme. Cela pourra lui permettre ainsi de finir son combat avec Rushu sans danger pour le Monde des Douze.